# Lobostemon belliformis
Lobostemon belliformis är en strävbladig växtart som beskrevs av M.H. Buys. Lobostemon belliformis ingår i släktet Lobostemon och familjen strävbladiga växter. Inga underarter finns listade i Catalogue of Life.